# Jadesola Akande
Jadesola Olayinka Akande (CON, OFR) (15 tháng 11 năm 1940 – 29 tháng 4 năm 2008) là một luật sư, tác giả và học giả người Nigeria, được coi là nữ giáo sư luật đầu tiên của Nigeria.

## Giáo dục và cuộc sống ban đầu
Sinh ra ở Ibadan, bang Oyo, Jadesola đã hoàn thành chương trình giáo dục cơ bản và trung học tại Trường nữ sinh Ibadan và Trường St. Annes. Bà đã đạt được chứng chỉ GCE Advanced Level sau khi theo học trường ngữ pháp nữ sinh Barnstaple, Devon, Anh trước khi tiếp tục học Luật tại Đại học London, nơi bà tốt nghiệp vào năm 1963.

## Nghề nghiệp
Sau cuộc gọi của bà đến quán bar ở Inner Temple, London và Trường Luật Nigeria, Jadesola trở về Nigeria, nơi cô bắt đầu sự nghiệp của mình với tư cách là Nhân viên hành chính tại Sở dân sự khu vực phía Tây. Bà là thành viên chủ chốt của Ủy ban Đánh giá Hiến pháp năm 1987 và Hội đồng An ninh Quốc gia của Tổng thống năm 2000.
Vào tháng 4 năm 1989, Jadesola được bổ nhiệm làm Phó hiệu trưởng thứ hai của Đại học bang Lagos, một vị trí mà bà giữ đến năm 1993, sau khi rời khỏi vị trí giảng viên tại Đại học Lagos. Năm 2000, bà được bổ nhiệm làm Hiệu trưởng của Đại học Công nghệ Liên bang, Akure cho đến năm 2004.

## Công trình
- Jadesola Olayinka Debo Akande (1979). Laws and Customs Affecting Women's Status in Nigeria. International Federation of Women Lawyers (Nigeria).
- Jadesola Akande; Mariame Ouattara (2007). Training Manual for the Participation of Women in Governance: Advocacy, Lobbying Networking, Coalition-building and Negotiation. WiLDAF/FeDDAF West Africa.
- Jadesola Akande; Peter O. Adeniyi (2002). Addresses Delivered on the First Day of the Combined 13th and 14th Convocation :: Friday, 1st November, 2002. Federal University of Technology.

## Danh hiệu và giải thưởng
- Chỉ huy Dòng Nigeria (CON) – 1998
- Danh dự quốc gia về Huân chương Nigeria (OFR) – 2002